# Laurence Alma-Tadema
Laurence Alma-Tadema (Bruselas, agosto de 1864-Londres, 12 de marzo de 1940) fue una escritora británica, hija del pintor Sir Lawrence Alma-Tadema (1836-1912) y de su primera esposa, la francesa Marie-Pauline Gressin de Boisgirard, hija de Eugène Gressin, un periodista francés de ascendencia real que vivía cerca de Bruselas.

## Biografía
Laurence Alma-Tadema nació como Laurense en Bruselas, donde vivió su padre durante su primer matrimonio. Laurence tuvo otros dos hermanos. El hijo mayor vivió sólo unos pocos meses y luego murió de viruela. La otra hija, Anna, nació en 1867 y lo mismo que Laurence llegó a la edad adulta. El 28 de mayo de 1869, después de años de mala salud, la madre Pauline murió en Schaerbeek, en Bélgica, a los 32 años de edad, de viruela. Su muerte dejó a Tadema desconsolado y deprimido. Dejó de pintar durante casi cuatro meses. Dado que Laurence tenía sólo cinco años y su hermana dos, acudió al hogar a cuidarlas su tía paterna, Artje, quien vivió con la familia hasta 1873 cuando se casó. En 1870 la familia se trasladó a vivir a Inglaterra. 
Laurence se introdujo en los círculos literarios de la Inglaterra victoriana. Sus ideas de izquierdas estaban próximas al socialismo. Laurence, como su hermana Anna que fue pintora, no se casó.

## Obras
Cultivó diversos géneros literarios: novelas, obras de teatro, poesías y cuentos.
- Songs of Womanhood poesía
- Love's Martyr (1886), novela
- The Crucifix: A Venetian Phantasy, and Other Tales (1895), relatos cortos